# Howard (condado de Chippewa, Wisconsin)
Howard es un pueblo ubicado en el condado de Chippewa en el estado estadounidense de Wisconsin. En el Censo de 2010 tenía una población de 798 habitantes y una densidad poblacional de 8,59 personas por km².

## Geografía
Howard se encuentra ubicado en las coordenadas 44°59′13″N 91°35′24″O / 44.98694, -91.59000. Según la Oficina del Censo de los Estados Unidos, Howard tiene una superficie total de 92.85 km², de la cual 92.85 km² corresponden a tierra firme y (0%) 0 km² es agua.

## Demografía
Según el censo de 2010, había 798 personas residiendo en Howard. La densidad de población era de 8,59 hab./km². De los 798 habitantes, Howard estaba compuesto por el 97.12% blancos, el 0.25% eran afroamericanos, el 0.75% eran amerindios, el 0% eran asiáticos, el 0.25% eran isleños del Pacífico, el 0.75% eran de otras razas y el 0.88% pertenecían a dos o más razas. Del total de la población el 1.63% eran hispanos o latinos de cualquier raza.